# عقد 870 هـ
عقد 870 هـ هو الفترة بين عام 870 إلى 879 في التقويم الهجري، أي العشر سنوات الثامن من القرن التاسع الهجري.